# Allen M. Burdett Jr.

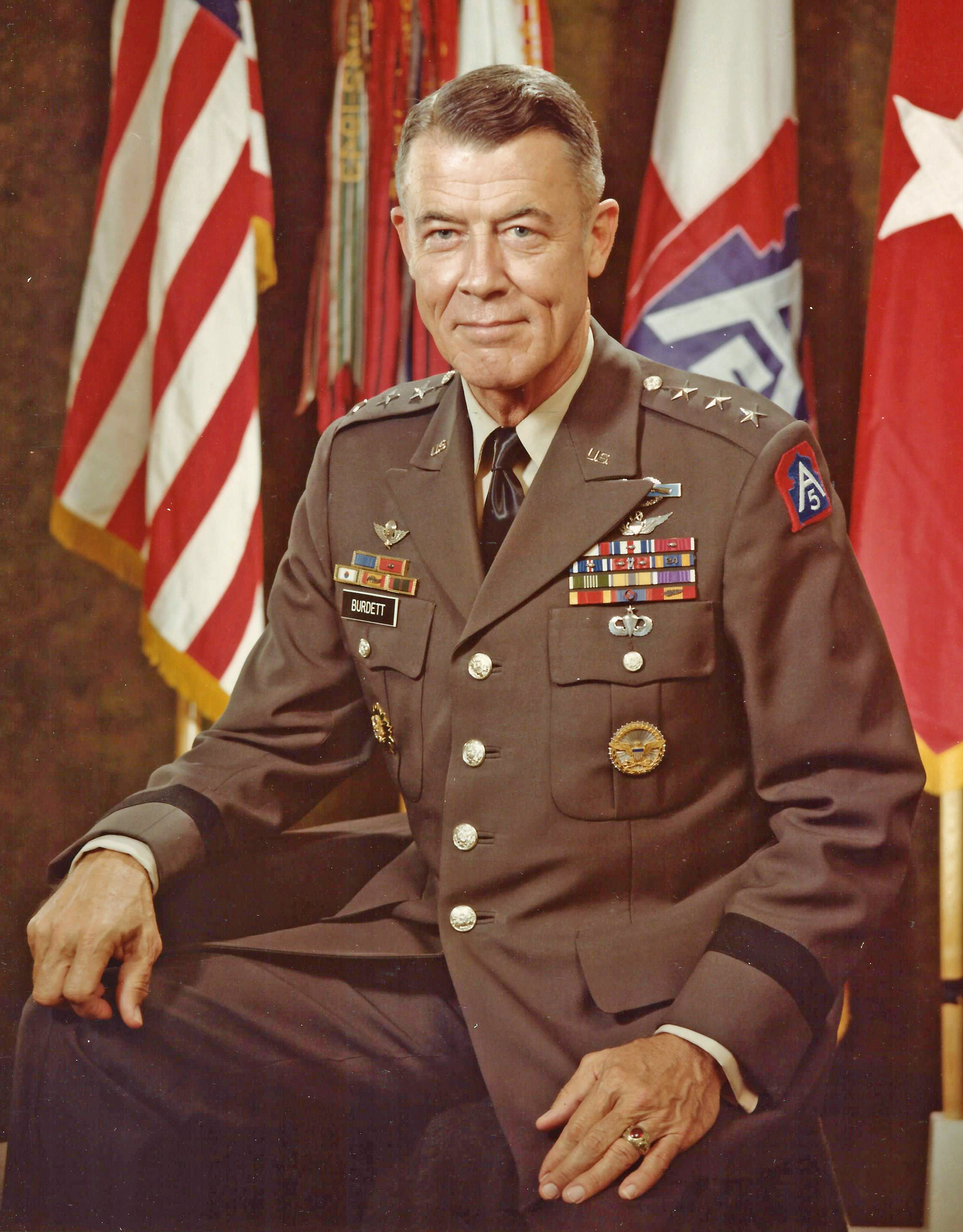
Allen Mi. Burdett Jr. (1976)

Allen Mitchell Burdett Jr. (* 25. August 1921 in Washington, D.C.; † 8. Juli 1980 in San Antonio, Bexar County, Texas) war ein Generalleutnant der United States Army. Er war unter anderem Kommandeur der 5. Armee.
Allen Burdetts männliche Vorfahren waren seit den Tagen des Amerikanischen Unabhängigkeitskriegs Militärangehörige. Sein Vater war im Rang eines Obersten ein angesehener Militärrichter im Judge Advocate General’s Corps. Der jüngere Burdett absolvierte im Jahr 1939 die Western High School in Washington, D.C. und wurde auf Empfehlung von Senator Richard B. Russell aus Georgia zur United States Military Academy in West Point zugelassen. Nach seiner Graduation im Jahr 1943 wurde er als Leutnant der Infanterie zugeteilt. In der Armee durchlief er anschließend alle Offiziersränge vom Leutnant bis zum Drei-Sterne-General.
Im Lauf seiner militärischen Karriere absolvierte Burdett verschiedene Kurse und Schulungen. Dazu gehörten unter anderem der Basic Infantry Course (1943), das Command and General Staff College (1953), das Armed Forces Staff College (1955) und das United States Army War College (1959) sowie die Army Avíation School (1960). Außerdem erhielt er im Jahr 1965 einen akademischen Grad von der George Washington University.
Sein Abschluss an der Militärakademie in West Point fiel in die Zeit des Zweiten Weltkriegs, an dem er in den folgenden Jahren aktiv teilnahm. Er wurde ab 1944 auf dem europäischen Kriegsschauplatz mit dem 255. Infanterieregiment eingesetzt. Dieses Regiment war Teil der 63. Infanteriedivision. Burdett diente in seinem Regiment als Kommandeur einer Kompanie. Mit seiner Einheit und verschiedenen anderen amerikanischen Truppen drang er über Frankreich bis nach Deutschland vor. Nach Kriegsende verblieb er in Deutschland, wo er Stabsoffizier bei der 3. und der 7. Armee war. Zwischenzeitlich diente er auch in der amerikanischen Polizeitruppe in Deutschland. Deren Aufgabe war es, die Ordnung in der amerikanischen Besatzungszone aufrechtzuerhalten.
Im Jahr 1947 kehrte er in die Vereinigten Staaten zurück, wo er zwischen 1947 und 1950 als Dozent für Militärwissenschaft und Taktik am Georgia Institute of Technology tätig war. Danach diente er im Stab des 508. Infanterieregiments. In den Jahren 1953 und 1954 war er Bataillonskommandeur beim 31. Infanterieregiment, das der 7. Infanteriedivision unterstand. Dabei nahm er auch am Koreakrieg teil. Im Jahr 1954 wurde er in den Stab der 7. Infanteriedivision berufen, wo er in den Abteilungen G1 (Personal) und G2 (Nachrichtendienste) tätig war.
Von 1955 bis 1957 war Burdett in Colorado bei der United States Air Force Academy stationiert. Dort diente er als Verbindungsoffizier des Heeres beim Kommandeur der Luftwaffenakademie. Nach seinem Studium am Army War College und der Army Aviation School war er von 1960 bis 1962 Stabsoffizier bei der Aviation School in Fort Rucker in Alabama. Anschließend war er bis 1965 Stabsoffizier im Pentagon.
In den Jahren 1965 und 1966 war Burdett als Kommandeur der 11th Aviation Group, die der 1. Kavalleriedivision unterstand, im Vietnamkrieg eingesetzt. Anschließend diente er bis 1968 wieder als Stabsoffizier in Washington, D.C. Am 22. Oktober 1966 erreichte er mit seiner Beförderung zum Brigadegeneral die Generalsränge.
Im Jahr 1968 erfolgte eine Versetzung zum Stab der 101. Luftlandedivision, mit der er erneut in Vietnam eingesetzt wurde. Danach übernahm er in den Jahren 1969 und 1970 das Kommando über die ebenfalls im Vietnamkrieg eingesetzte 1st Aviation Brigade. Nach einer kurzen Zeit im Stab der Heeresfliegerei (United States Army Aviation Branch) wurde Allen Burdett Kommandeur des United States Army Aviation Center of Excellence. Dieses Amt hatte er zwischen September 1970 und August 1973 inne.
Nachdem er sein Kommando an William J. Maddox Jr. übergeben hatte, wurde er zum neuen Kommandeur des III. Korps in Fort Hood in Texas ernannt. Dieses Kommando bekleidete er von 1973 bis 1975. Anschließend wurde er als Nachfolger von Donald V. Rattan neuer Oberbefehlshaber der 5. Armee in Fort Sam Houston. Nachdem er dieses Kommando im Jahr 1978 an William B. Caldwell III übergeben hatte, ging Allen Burdett in den Ruhestand.
Nach seiner Pensionierung war er Vorstandsmitglied bei der United Services Automobile Association (USAA). Außerdem gehörte er dem Army-Navy Town Club und dem Army-Navy Country Club an. Zudem engagierte er sich in Falls Church in der presbyterianischen Kirche, in der er als Diakon tätig war. Ab 1948 war er mit Antoinette Salley (1923–2008) verheiratet. Er starb am 8. Juli 1980 in San Antonio in Folge einer Krebserkrankung und wurde auf dem Fort Sam Houston National Cemetery beigesetzt.

## Orden und Auszeichnungen
Allen Burdett erhielt im Lauf seiner militärischen Laufbahn unter anderem folgende Auszeichnungen:
- Army Distinguished Service Medal
- Silver Star
- Legion of Merit
- Bronze Star Medal
- Distinguished Flying Cross
- Air Medal
- Army Commendation Medal
- Air Force Commendation Medal
- Purple Heart
- National Order of Vietnam (Südvietnam)
- Gallantry Cross (Südvietnam)
- Distinguished Service Order (Südvietnam)
- Presidential Unit Citation
- Meritorious Unit Commendation
- Republic of Korea Presidential Unit Citation (Südkorea)
- Combat Infantryman Badge
- Flugzeugführerabzeichen der Streitkräfte der Vereinigten Staaten
- Parachutist Badge
- Army Staff Identification Badge
- Office of the Secretary of Defense Identification Badge